# Лагуна-Колорада
Лагуна-Колорада (исп. Laguna Colorada, кечуа Pukaqucha) — минеральное озеро, расположенное в национальном заповеднике Эдуардо-Авароа в юго-западной части Боливии недалеко от границы с Чили.
Красно-бурый цвет воды обусловлен осадочными породами, а также пигментацией некоторых произрастающих там водорослей. Также в озере можно обнаружить островки из буры.
Лагуна-Колорадо является одним из объектов международного значения, включённым в Конвенцию о водно-болотных угодьях, подписанную в 1971 году. В 2007 году лагуна была в числе номинантов в конкурсе на выбор новых семи чудес природы, однако по числу голосов не попала в финал.

## Флора и фауна
В районе лагуны обитает большое количество фламинго Джемса. Также здесь можно встретить андского и чилийского фламинго, но в небольших количествах.